# Eleonora Bagarotti
Eleonora Bagarotti (Piacenza, 31 dicembre 1967) è una giornalista e saggista italiana.

## Biografia
Partecipa da adolescente al programma Punk... e a capo con Fabio Treves, e come critica musicale a Markette di Piero Chiambretti. Segue poi i tour del gruppo inglese The Who come groupie, esperienza che racconterà nel libro Magic Bus - Diario di una rock girl. Entra verso la fine degli anni '90 a far parte dell'ufficio stampa del gruppo, riportando nei suoi libri molte affermazioni di Pete Townshend. Ha collaborato come reporter dall'estero con diverse riviste: GQ, Jam, Artnews, Il mucchio selvaggio, Buscadero, Suono. Lavora come giornalista del quotidiano Libertà di Piacenza.
Ha tradotto in italiano le commedie The real thing di Tom Stoppard e Lifehouse di Pete Townshend, leader dei The Who. Tiene una rubrica televisiva settimanale sull'emittente Telelibertà dedicata alla cultura e agli spettacoli, BAG - Non solo CULTura, e collabora con varie riviste culturali e musicali.  Collabora con la rivista Classic Rock.
Nel 2016 pubblica 4ever: John, Paul, George, Ringo  per Vololibero Edizioni e partecipa al programma Webnotte su Repubblica TV.
Nel 2017 recita nel ruolo di Annie in Heartbreak, la cosa vera, tratto dalla traduzione di Stoppard da lei curata.
All'inizio del 2019 viene intervistata all'interno della trasmissione Le ragazze, condotta da Gloria Guida, su Rai 3.
Nel 2023 scrive e  pubblica 100 anni di Maria Callas: Nei ricordi di chi l'ha conosciuta. per Arcana Edizioni Il volume contiene interviste a, tra gli altri, Giuseppe Gentile, co-protagonista al suo fianco in Medea di Pier Paolo Pasolini e Giovanna Lomazzi, direttrice del Teatro Sociale di Como e amica di lunga data della leggendaria soprano greco-statunitense..
Nel 2024 idea, cura e presenta la mostra The Kids Are Alright: 60 anni di The Who presso la Galleria Biffi Arte di Piacenza e il Museo di Correggio . La mostra raccoglie memorabilia del gruppo ed opere d'arte ispirate a loro. 

## Opere
- L'eredità del sogno, Milano, Raffaello Cortina Editore, 1997.
- La cosa vera, Roma, Editori Riuniti, 2000.
- Magic Bus - Diario di una rock girl, prefazione di Pete Townshend[10], Roma, Editori Riuniti, 2001, ISBN 88-359-5110-0.
- The Who, Roma, Editori Riuniti, 2002, ISBN 88-359-5174-7.
- Le canzoni di Tom Waits, Roma, Editori Riuniti, 2003, ISBN 88-359-5353-7.
- Ligabue, 1990-2004: in viaggio tra rock, cinema e letteratura, Roma, Editori Riuniti, 2004, ISBN 88-359-5572-6.[11]
- Elvis Costello, Roma, Editori Riuniti, 2006, ISBN 88-359-5806-7.
- The Who - Pure and Easy, Roma, Arcana Edizioni, 2011, ISBN 978-88-6231-159-5.
- Tommy. The Who, Milano, No Reply, 2012, ISBN 978-88-89155-63-9.[12]
- Luciano Ligabue. Questa è la mia vita, Milano, Laurana Editore, 2013, ISBN 978-88-96999-82-0.
- 4ever: John, Paul, George, Ringo, Milano, Vololibero Edizioni, 2016, ISBN 978-8897637516.
- Simon & Garfunkel: Un ponte su acque agitate, Milano, Vololibero Edizioni, 2018, ISBN 889763799X.
- 100 Anni di Maria Callas. Nei ricordi di chi l'ha conosciuta, Roma, Arcana Edizioni, 2023, ISBN 978-8892771673.[13]

## Teatro
- Heartbreak, la cosa vera, 2017.